# جان بيير أورتس
جان بيير أورتس (6 سبتمبر 1960 في بولوني بيلانكورت) (بالإنجليزية: Jean-Pierre Orts)‏ لاعب كرة قدم فرنسي معتزل كان يجيد اللعب في خط الوسط . توج هدافا لبطولة دوري الدرجة الثانية أربع مرات . المرة الأولى مع نادي ليون في موسم 1987-1988 برصيد 18 هدف وفي المرات الثلاث الباقية مع نادي روين برصيد 21 هدف ، 22 هدف ، و18 هدف في مواسم 1989-1990 ، 1991-1992 ، و1992-1993 على التوالي .

## وصلات خارجية
- جان بيير أورتس على موقع قاعدة بيانات كرة القدم.إي يو (الإنجليزية)
- جان بيير أورتس على موقع عالم كرة القدم.نت (الإنجليزية)